# Jan Sadowski (major)
Jan Sadowski (ur. 12 maja 1890 we Wzdowie, zm. 9–11 kwietnia 1940 w Katyniu) – legionista, major piechoty Wojska Polskiego, kawaler Orderu Virtuti Militari, ofiara zbrodni katyńskiej.

## Życiorys
Syn Wojciecha i Marii z Mazurów. Od 1901 kształcił się w C. K. Gimnazjum w Sanoku, gdzie w 1904 ukończył III klasę. W Sanoku działał w organizacjach niepodległościowych: tajnej organizacji wojskowej „W”, „Armii Polskiej” (w 1912 ukończył kurs podoficerski; (wraz z nim działali m.in. Bronisław Praszałowicz, Bolesław Mozołowski, Józef Smoleń, Edward Zegarski) oraz VII Drużynie Strzeleckiej, w której był instruktorem.

Po wybuchu I wojny światowej w sierpniu 1914 wstąpił do Legionów Polskich i od tego czasu służył w 5 pułku piechoty Legionów Polskich, w szeregach którego przeszedł szlak bojowy. Brał udział w bitwach pod Sitowiczami, Hulewiczami, Rutką Sitowicką, Optową, pod Kostiuchnówką (podczas tego starcia Jan Sadowski 4 lipca 1916 jako dowódca plutonu wykazał się podczas obrony „Reduty Piłsudskiego”), Wólką Gałuzyjską, Jabłonkowem oraz w atakach pod Kuklami, Kamieniuchą i Miedwieżami Wielkimi. Za bohaterstwo w walkach pod Kostiuchnówką, 17 maja 1922 odznaczono go orderem wojskowym „Virtuti Militari” V klasy, a we wniosku o jego nadanie, napisano m.in.:

W czasie walk pod Kostiuchnówką 4 lipca 1916 roku wraz ze swoim plutonem trzymał się cały dzień na placówce wysuniętej przed Redutę Piłsudskiego, wycofując się pod huraganowym ogniem artylerii nieprzyjaciela, gdy otrzymał na to rozkaz. Po wycofaniu się ze swoimi ludźmi, uratował, wraz z żołnierzami dowodzonymi przez ppor. Hałacińskiego, Redutę przed spaleniem.

Od 3 grudnia 1916 do 3 lutego 1918 w randze sierżanta służył w Stacji Zbornej Legionów Polskich w Piotrkowie Trybunalskim. 
Po rekonwalescencji i wyleczeniu od listopada 1918 służył w Wojsku Polskim w 5 pułku piechoty Legionów. Uczestniczył w wojnie polsko-bolszewickiej w walkach na froncie. Funkcjonował od sierpnia 1919 do 25 listopada 1920 jako oficer ewidencyjny w Powiatowej Komendzie Uzupełnień we Włodzimierzu Wołyńskim. W 1919 został mianowany podporucznikiem. W 1920 został przydzielony do Adiutantury Generalnej Naczelnego Wodza. W 1921 został awansowany do stopnia porucznika. 3 maja 1922 został zweryfikowany w stopniu kapitana ze starszeństwem z dniem 1 czerwca 1919 i 1049. lokatą w korpusie oficerów piechoty, a jego oddziałem macierzystym był 5 pułk piechoty Legionów. Do 1923 był referentem Oddziału V Sztabu Generalnego. Następnie odbył kurs w Szkole Podchorążych w Warszawie w 1923 i od 17 lipca tego roku został przydzielony do 63 pułku piechoty w Toruniu, gdzie do 1926 pracował na stanowisku dowódcy kompanii. 25 sierpnia 1927 został wyznaczony na stanowisko kwatermistrza batalionu manewrowego w Rembertowie. Jednocześnie odbył kurs w Doświadczalnym Centrum Wyszkolenia w Rembertowie. 14 sierpnia 1928 został przydzielony do 8 pułku piechoty Legionów w Lublinie. 2 kwietnia 1929 został mianowany majorem ze starszeństwem z dniem 1 stycznia 1929 i 9. lokatą w korpusie oficerów piechoty. 6 lipca 1929 został zatwierdzony na stanowisku kwatermistrza pułku. 23 marca 1932 został przeniesiony na stanowisko komendanta placu Lida. 9 grudnia 1932 ogłoszono jego przeniesienie do 76 pułku piechoty w Grodnie na stanowisko dowódcy batalionu. W czerwcu 1933 został przeniesiony do Powiatowej Komendy Uzupełnień Siedlce na stanowisko komendanta. 4 lipca 1935 roku został zwolniony z zajmowanego stanowiska, pozostawiony bez przynależności służbowej z równoczesnym oddaniem do dyspozycji dowódcy Okręgu Korpusu Nr IX. 30 listopada 1935 roku został przeniesiony w stan spoczynku. 
Po wybuchu II wojny światowej w czasie kampanii wrześniowej został zmobilizowany na stanowisko komendanta placu w Lidzie. Po agresji ZSRR na Polskę z 17 września 1939, w nieznanych okolicznościach, dostał się do niewoli sowieckiej. Był przetrzymywany w obozie jenieckim w Kozielsku. Między 7 a 9 kwietnia 1940 został przekazany do dyspozycji naczelnika Zarządu NKWD Obwodu Smoleńskiego – lista wywózkowa 015/2 z 5 kwietnia 1940. Między 9 a 11 kwietnia 1940 został zamordowany w Katyniu przez funkcjonariuszy Obwodowego Zarządu NKWD w Smoleńsku oraz pracowników NKWD przybyłych z Moskwy na mocy decyzji Biura Politycznego KC WKP(b) z 5 marca 1940. Ofiary tej zbrodni grzebano w bezimiennych mogiłach zbiorowych, gdzie od 28 lipca 2000 mieści się oficjalnie Polski Cmentarz Wojenny w Katyniu. W miejscu tym prowadzone były ekshumacje i prace archeologiczne. W 1943 jego ciało zostało zidentyfikowane w toku ekshumacji nadzorowanych przez Niemców pod numerem 3408 – raport dzienny z 28 maja 1943. Przy jego szczątkach znaleziono legitymację Krzyża Srebrnego Orderu Virtuti Militari z fotografią oraz legitymację osobistą MSWojsk. nr 101. Na liście Komisji Technicznej PCK pod numerem 03408, wskazano „Nierozpoznany – mjr. – legit. osob. MSWojsk.".  W Archiwum Robla w pakiecie 02813-05, wymieniony pod adresem „Siedlce Jagiellońska 21" w spisie adresów w notatniku, sporządzonym w obozie kozielskim, przez ppor. Maksymiliana Trzepałkę.
Jan Sadowski był żonaty z Natalią z Wolskich, z którą miał córki Krystynę i Barbarę oraz syna. W Siedlcach zamieszkiwał przy ulicy Jagiellońskiej 21.

## Ordery i odznaczenia
- Krzyż Srebrny Orderu Wojskowego Virtuti Militari nr 6639[35][36] – 17 maja 1922[9][37][11]
- Krzyż Niepodległości – 22 grudnia 1931[38]
- Krzyż Walecznych – trzykrotnie[2][5]
- Złoty Krzyż Zasługi – 22 kwietnia 1938[39]
- Medal Pamiątkowy za Wojnę 1918–1921[40]
- Medal Dziesięciolecia Odzyskanej Niepodległości[40]
- Odznaka „Za wierną służbę”[40]

## Upamiętnienie
5 października 2007 minister obrony narodowej Aleksander Szczygło mianował go pośmiertnie na stopień podpułkownika. Awans został ogłoszony 9 listopada 2007 w Warszawie, w trakcie uroczystości „Katyń Pamiętamy – Uczcijmy Pamięć Bohaterów”.
14 kwietnia 2010, w ramach akcji „Katyń... pamiętamy” / „Katyń... Ocalić od zapomnienia”, przy Zespole Szkół we Wzdowie został zasadzony Dąb Pamięci honorujący Jana Sadowskiego.